# Diferencia entre glicolípidos y fosfolípidos
La diferencia entre glicolípidos y fosfolípidos consiste en que los glicolípidos o glucolípidos son biomoléculas compuestas por un lípido y un grupo glucídico o hidrato de carbono. Los fosfolípidos son lípidos anfipáticos compuestos por una molécula de glicerol al que se le unen dos ácidos grasos (1,2-diacilglicerol) y un grupo fosfato. Este grupo fosfato les otorga marcada polaridad. Se clasifican en dos grupos, según posean glicerol o esfingosina. 
Los glucolípidos son esfingolípidos constituidos por una ceramida (esfingosina + ácido graso) unida a un glúcido. Por lo tanto carecen del grupo fosfato. Al igual que los fosfoesfingolípidos, poseen ceramida, pero –a diferencia de ellos- no contienen fosfato, ni alcohol. Se hallan en las bicapas lipídicas de todas las membranas celulares. Son especialmente abundantes en el tejido nervioso. A este hecho alude el nombre de los dos tipos principales de glucolípidos:
- Cerebrósidos. En estos glucolípidos la ceramida se une a un monosacárido (glucosa o galactosa) o a un oligosacárido.
- Gangliósidos. La ceramida se une a un oligosacárido complejo en el que siempre hay ácido siálico.

Los glucolípidos se localizan en la cara externa de la bicapa de las membranas celulares, donde actúan de receptores.